# Hermandad de la Piedad (Córdoba)
La Claretiana Hermandad y Cofradía del Santísimo Cristo de la Piedad y María Santísima de Vida, Dulzura y Esperanza Nuestra es una Hermandad de culto católico de Córdoba, la cual realiza su estación de penitencia el Miércoles Santo. Es popularmente conocida como la Hermandad de las Palmeras, debido a la barriada donde se ubica su sede canónica, la Iglesia de San Antonio María Claret.

## Historia
La Hermandad fue fundada el día 21 de marzo del año 1972 en la parroquia de San Antonio María Claret, en la barriada de Las Palmeras. Su principal objetivo no era otra que el de formar religiosamente a los vecinos del barrio y colaborar con la parroquia en su empeño de sacar adelante a un barrio con muchas necesidades sociales.
Los primeros años procesionó sola la imagen del Santísimo Cristo de la Piedad en Vía Crucis, obra anónima adquirida en Sevilla en el año 1972, no tiene ni datación ni se le vincula a ningún autor. Se trata de un crucificado de proporciones naturales, clavado a la cruz con tres clavos. Destaca un interesante sudario anudado en su lado derecho. Su cabeza, que cae hacia su lado derecho, porta las tres Potencias típicas de las imágenes cristíferas, las cuales fueron realizadas por Raquel Serrano Roldan en 1999.
La devoción que los titulares provocaban en los vecinos durante la procesión, que se realizó durante muchos años el Viernes Santo, llevaron a la comunidad claretiana y a la hermandad a interesarse por contar con la imagen de una Dolorosa. Así, en 1983 entablan contacto con claretianos de Sevilla, que ceden de forma gratuita una imagen que se encontraba en la casa-capilla en la C/ Doña Guiomar. La talla recibe originalmente la advocación de Nuestra Señora de la Esperanza y se incorpora a la Hermandad.
Debido a los escasos recursos económicos con que contaba, con la iniciativa de la Agrupación de Hermandades y Cofradías, y la colaboración del INEM, se puso en marcha en el año 2001 una Escuela Taller sobre bordados y talla, en los que se realizarían los enseres y el paso procesional con los que la hermandad pudo realizar su primera salida procesional por las calles de la feligresía el Martes Santo de ese mismo año 2001. Este taller finaliza en junio del año 2003, formándose a partir de ese momento la Cooperativa CLARETTEX.
Para 2004 se finalizaron las obras en San Antonio María Claret, modificando la puerta principal para que, desde ese mismo año, el único paso que procesiona la Cofradía pueda realizar su salida desde el interior del templo. 

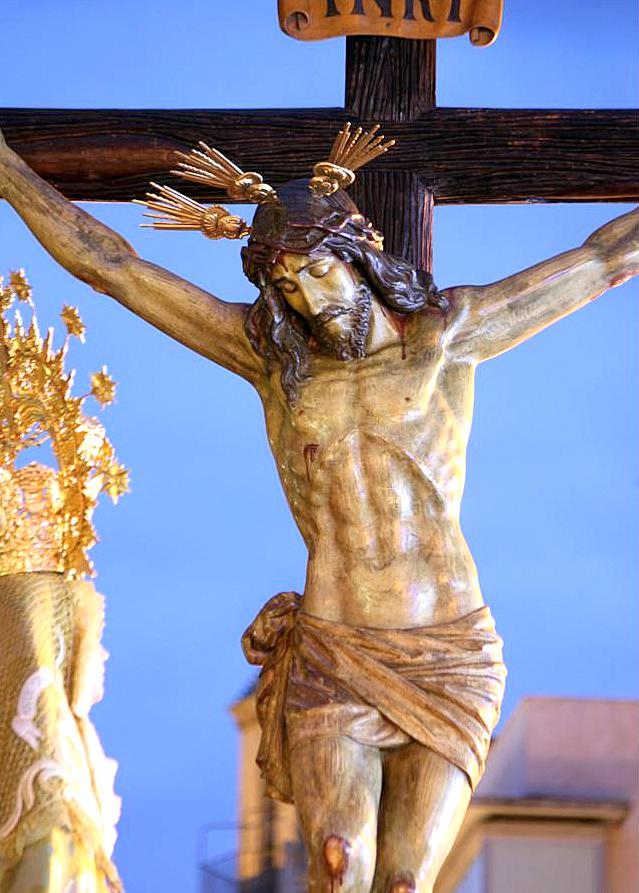
Imagen primitiva del Cristo de la Piedad.

En el año 2011, se incorpora definitivamente a la Semana Santa de Córdoba, permitiéndole así poder discurrir por la Carrera Oficial el Miércoles Santo, y convertirse así en la Hermandad con el recorrido más largo de la Semana Santa, estando 11 horas y media en la calle. Sin embargo, la lluvia impidió su salida ese año, teniendo que esperar al siguiente.
En 2016, tras la decisión de que todas las Hermandades discurrieran por la Carrera Oficial y por el interior de la mezquita-catedral, la Cofradía realizó estación de penitencia por primera vez por el interior del Templo Mayor de la ciudad y su casco histórico.
Ya de cara a la Semana Santa del año 2019, la Hermandad hizo historia al nombrar a Gema Fernández Camino como capataz de la cuadrilla del paso de la cofradía, la cual se convertía en la primera capataz en la capital cordobesa. Para ese mismo año, la Cofradía había previsto quedarse en la catedral después de realizar su recorrido oficial, debido en gran parte al gran recorrido que tenía que afrontar y las altas horas de la madrugada a las que llegaba a su barrio. Finalmente, la Hermandad salió el Miércoles Santo, pero decidió volverse debido a las inclemencias meteorológicas, quedándose finalmente en su templo y sin hacer estación de penitencia a la Carrera Oficial.

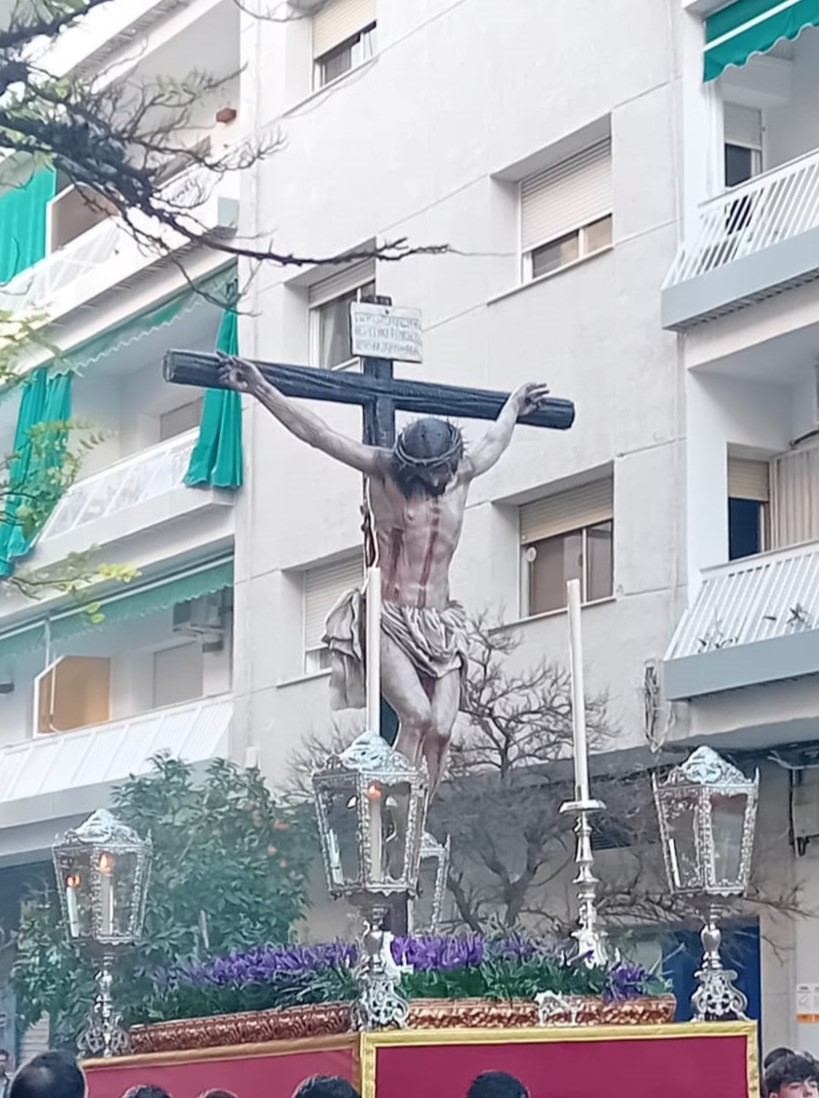
La actual imagen del Cristo de la Piedad en su traslado a la mezquita-catedral para presidir el Viacrucis de las Cofradías.

Sin embargo, el proyecto de mayor envergadura de la Hermandad ha sido el encargo de la realización de un nuevo titular cristífero, el cual sustituyera a la talla del crucificado original, cuyo estado de conservación no era idóneo para ser procesionado. Así, en el año 2017, la corporación ya había decidido encargar al imaginero Antonio Bernal la nueva talla. Cabe destacar que no era el primer trabajo de Bernal para la Hermandad, ya que apenas dos años había restaurado a la imagen de la Dolorosa. El nuevo Cristo fue finalizado en el año 2023, presentando éste una cruz obra del tallista cordobés José Carlos Rubio Valverde. Ésta presenta unas llagas muy marcadas para darle más carácter, fuerza y expresión al crucificado, junto con un 'titulus' escrito en arameo, hebrero y latín a petición de la hermandad. La imagen fue bendecida el 19 de febrero por el Obispo Demetrio Fernández, siendo posteriormente trasladada desde la catedral hasta la parroquia de San Antonio María Claret.  
Tras el estreno procesional de la imagen el Miércoles Santo de ese año, la Hermandad recibió la invitación de la Agrupación de Cofradías a presidir con su nueva talla el Viacrucis de las Hermandades que cada año se celebra en Cuaresma y es presidido por una imagen cristífera distinta. Así, el sábado 17 de febrero de 2024, la imagen fue trasladada en solitario por sus hermanos hasta la Santa Iglesia Catedral, donde presidiría el acto principal: el rezo de las Estaciones del Vía Crucis en el interior del Templo Mayor de la ciudad. Una vez finalizó el acto, la corporación regresó solemnemente a su sede canónica.

## Imágenes Titulares
- Santísimo Cristo de la Piedad

Obra del imaginero Antonio Bernal en el año 2023. Representa a Jesús Crucificado momentos después de recibir la lanzada en su costado.  La imagen sustituye al crucificado anterior de la corporación, obra anónima del siglo XVIII, el cual hoy en día luce en el altar mayor de la sede canónica de la Hermandad.
- María Santísima de Vida Dulzura y Esperanza Nuestra

Fue realizada en 1945 por Francisco Pascual Reyes como un ángel para la Hermandad de las Aguas de Sevilla. Tras ser transformada en Dolorosa por Juan Ventura, fue donada en 1983 a la recién conformada Hermandad en 1983 por los claretianos de Sevilla, recibiendo originalmente la advocación de la Virgen de la Esperanza, pasando posteriormente a recibir su título actual. Se trata de una imagen de candelero, realizada en madera tallada y policromada. Curiosamente alza la mirada al cielo, lo cual benefició a la composición del misterio de la cofradía, ya que parece enlaza su mirada con la del Señor crucificado. De rostro sencillo, dulce y sincero, despierta fervor y admiración entre los vecinos del popular barrio de Las Palmeras.

## Música
El único paso de la Cofradía es acompañado por la Banda de Cornetas y Tambores Expiración de Quesada (Jaén).

## Paso por la Carrera Oficial
| Predecesor: Pasión | Orden de entrada en la carrera oficial (Miércoles Santo) Sexto lugar | Sucesor: El Nazareno |